# 에손주의 캉통
프랑스 에손주에는 총 21개의 캉통이 속해 있다. 2015년 3월 행정구역 총개편으로 인해 현재는 다음과 같이 설치되어 있다.
- 아르파종
- 아티몽
- 브레티니쉬르오르주
- 코르벨에손
- 두르당
- 드라벨
- 에피네수세나르
- 에탕프
- 에브리
- 지프쉬르이베트
- 롱쥐모
- 마시
- 만시
- 팔레조
- 리조랑지
- 생트주느비에브데부아
- 사비니쉬르오르주
- 레쥘리
- 비뇌쉬르센
- 비리샤티용
- 예르